# Karl von Trier

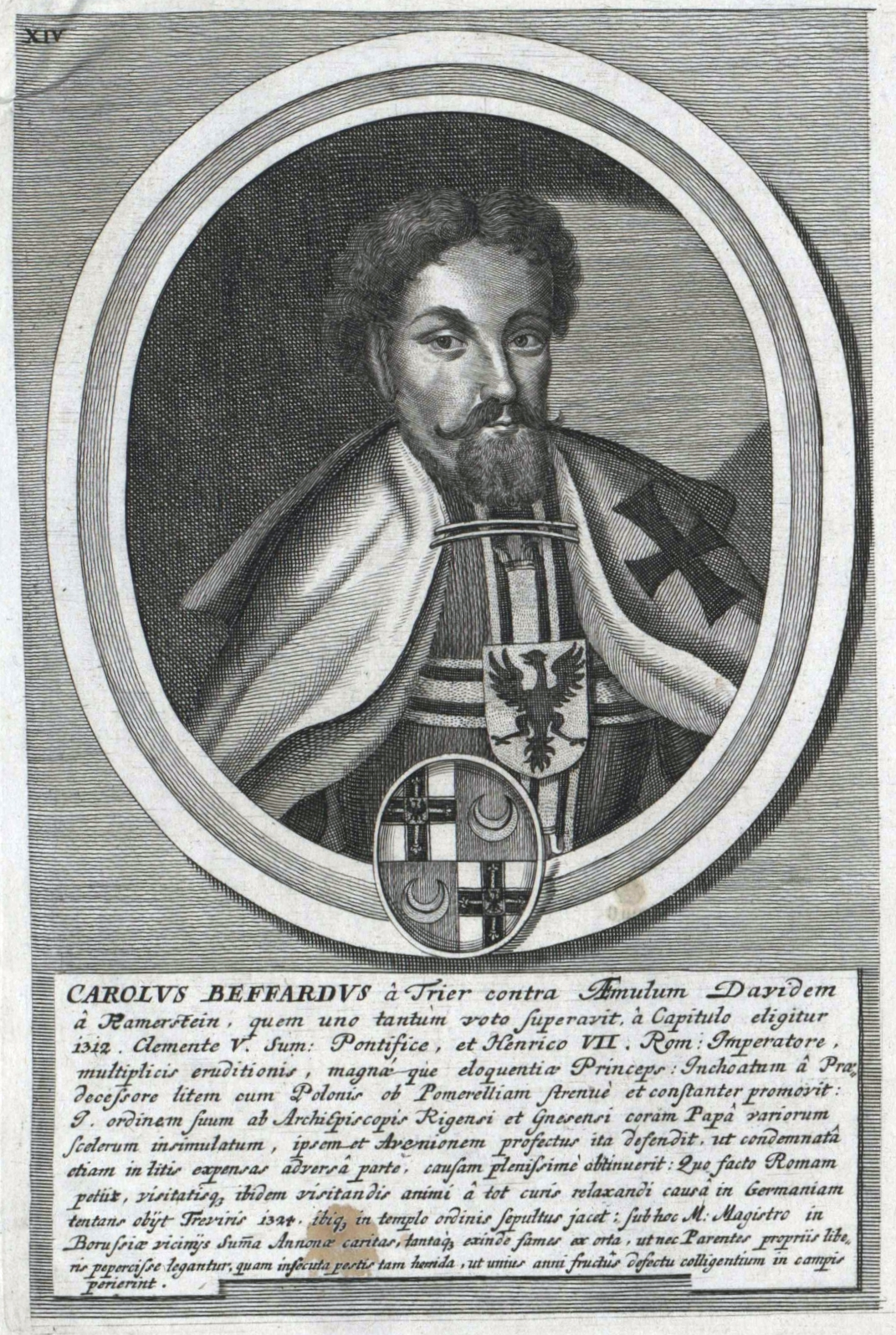
Karl von Trier

Hochmeisterwappen Karls von Trier

Karl Bessart von Trier (* um 1265 in Trier; † 11. Februar 1324 ebenda) war der 16. Hochmeister des Deutschen Ordens von 1311 bis 1324.

## Familie
Geboren um 1265, stammte Karl aus der Trierer Patrizierfamilie von Oeren. Zwei seiner Brüder, ein Neffe und sogar, in hohem Lebensalter, sein Vater waren ebenfalls dem Deutschen Orden beigetreten. Als Ordensmitglieder stiegen sie ebenfalls zum Teil in hohe Ämter auf.

## Ordenslaufbahn
Karl galt als Mann mit hoher Bildung und glänzendem diplomatischen Geschick. Er soll so beredt gewesen sein, dass ihm angeblich auch seine Gegner gern zuhörten.
In den frühen 1290er Jahren übte er das Amt des Komturs in Beauvoir in der Grafschaft Champagne aus und wurde wenig später vom Orden mit der Leitung der Balleien Lothringen und Frankreich betraut. Im Jahre 1304 hatte er kurzfristig das Amt des Großkomturs inne und war in dieser Funktion der Statthalter des Hochmeisters Siegfried von Feuchtwangen in Venedig. Als dessen Nachfolger wurde er im Sommer 1311 zum neuen Hochmeister gewählt und residierte am neuen Hauptsitz des Ordens auf der Ordensburg Marienburg bei Danzig.

## Die Jahre als Ordensoberhaupt

### Erste Amtszeit bis 1317
Karls Amtszeit war geprägt von inneren und äußeren Konflikten. Gegen die Ordensherrschaft auf dem Baltikum agierte vor allem der am Papsthof weilende Erzbischof von Riga, der ein Inquisitionsverfahren gegen die Ordensbrüder anstrengte. Belastet war zudem das Verhältnis zum werdenden polnischen Königsstaat unter Władysław I. Ellenlang wegen der Pommerellenfrage. 1308/09 hatten die preußischen Ordensbrüder dieses Land gewaltsam militärisch besetzt und dem Ordensstaat einverleibt. Der neue Hochmeister bemühte sich um einen Ausgleich, vor allem gegenüber der Stadt Danzig und den großen Zisterzienserklöstern Pelplin und Oliva. Das brachte ihm große Sympathien außerhalb des Ordens ein, jedoch stießen seine Bemühungen auf internen Widerstand. Militärische Kriegszüge des Ordens gegen die Litauer unter ihrem Fürsten Gedimin blieben ohne langfristige Erfolge, konnten aber die Grenze im Großraum Ragnit stabilisieren. In diesem Zusammenhang ließ Karl im Jahre 1313 das Kastell Christmemel erbauen. Auch herrschte um 1315 in weiten Teilen Europas große Hungersnöte. Im preußischen Ordensverband kam es zusehends zur Fraktionsbildung innerhalb der Ordensführung. Karls Gegner schienen am Ziel, als sie ihn 1317, vermutlich auf einem Landkapitel in Thorn, zum Rücktritt zwangen und dieser scheinbar freiwillig Preußen verließ.

### Wiedereinsetzung und diplomatische Erfolge
Im Gesamtorden erregte der Vorgang der Absetzung sogleich Widerstand und schon in der Fastenzeit des Jahres 1318 wurde Karl von Trier auf dem Generalkapitel in Erfurt erneut in der Würde des Hochmeisters bestätigt. Außenpolitisch gelang ihm wenig später am Papsthof in Avignon ein glänzender diplomatischer Erfolg, als er die Unhaltbarkeit der Anschuldigungen des Erzbischofs von Riga erweisen konnte und für den Orden weitreichende Privilegien erhielt. Seine früheren Anhänger in Preußen kehrten in ihre alten Ämter zurück, doch behielten auch seine Gegner einen Teil der Macht. Der intendierte Ausgleich mit Polen kam nicht mehr zustande.

### Lebensende und Gesamtwürdigung
Karl verbrachte, offenbar durch Krankheit geschwächt, die letzten Lebensjahre in seiner Heimatstadt Trier, wo er um den 11. Februar 1324 starb und in der dortigen Ordenskapelle beigesetzt wurde. Zwar vereinte er in jenen Jahren auch die Würde eines Deutschmeisters mit dem Hochmeisteramt, doch entglitt ihm die Entwicklung im preußischen wie livländischen Ordensgebiet zusehends. Somit steht die Amtszeit dieses bislang einzig sicher nachweisbaren Hochmeisters bürgerlicher Herkunft im Mittelalter für eine spannende Übergangsphase in der Deutschordensgeschichte, die in der Herausbildung von weitgehend autonomen Ordensländern mündete. Die Familie von Piechowski, ein dem polnischen Stamme Leliwa einverleibtes Adelsgeschlecht königlicher Herkunft, erhielt aus Dankbarkeit das Wappen Karl Bessarts von Trier: Einen goldenen Halbmond, der unter den Stern gestellt wurde.